# Samantha Weinstein
Samantha Gail Weinstein (* 20. März 1995 in Toronto; † 14. Mai 2023 ebenda) war eine kanadische Schauspielerin und Synchronsprecherin. Bis auf einige Hauptrollen, hauptsächlich in Kurz- und Independentfilmen, wurde sie meistens als Nebendarstellerin besetzt. In ihrem Heimatland schaffte sie bereits 2005 den Durchbruch, nachdem sie für die Kurzproduktion Großes Mädchen als bisher jüngste Darstellerin den Branchenpreis ACTRA Award erhielt. Ihre international bekannteste Rolle spielte sie als Mobberin in der Horror-Neuverfilmung Carrie. Zudem war Weinstein öfter Nebendarstellerin in Realfilm- sowie wiederkehrende Sprecherin in Kinderanimationsproduktionen des kanadischen Fernehsehens.
2021 erkrankte Weinstein an Eierstockkrebs. Sie verarbeitete ihr Leben mit der Krankheit ab dem Zeitpunkt der Diagnose bis zu ihrem Tod zwei Jahre darauf in Onlinebeiträgen, um andere Betroffene zu unterstützen.

## Leben
Samantha Weinstein wurde 1995 in Toronto geboren, wo sie zusammen mit ihren Eltern und jüngeren Schwester aufwuchs. 2013 erhielt sie nach dem Abschluss an der Vaughan Road Academy den Ontario Scholar, eine Auszeichnung für High-School-Absolventen mit besonders guten Zensuren. Einige Jahre später gründete sie die lokale Band Killer Virgins und war zugleich deren Singer-Songwriterin sowie Gitarristin. Manche Medien bezeichneten deren Genre als Garage Rock, andere und Weinstein selbst hingegen als Punkrock. Anfang 2021 veröffentlichte die Gruppe ihre erste Single Banana samt dazugehörigem Musikvideo.
Im Januar 2021 verkündete Weinstein in einem Posting auf Instagram, aufgrund einer massiven Eierstockzyste notoperiert worden zu sein. Kurz nach dem Eingriff stellten Ärzte bei ihr Eierstockkrebs fest, was sie im April bekannt gab. Sie ließ die Öffentlichkeit fortan ebenfalls per Instagram an ihrem Leben mit der Krankheit teilhaben, um so anderen Krebspatienten Mut zu machen. Weinstein ging am 15. Juli 2022 in einem Online-Essay näher auf ihren Alltag während der Behandlung ein. Sie präzisierte darin die Art der Erkrankung, bei der es sich um einen selten auftretenden Keimzelltumor im Dottersack handelte. Sie schrieb außerdem über ihre Chemotherapie, die Beziehung mit ihrem Jugendfreund Michael Knutson, der nach der ersten Operation wieder Kontakt zu ihr aufnahm, sowie ein Gespräch mit ihrer Schwester. Durch letzteres erkannte Weinstein, sich als pansexuell und nichtbinär zu identifizieren. Sie verwendete nach ihrem Coming-out in Bezug auf sich selbst neben männlichen und geschlechtsneutralen weiterhin weibliche Pronomen.
Im Oktober 2022 heirateten Weinstein und Knutson. Trotz einer positiven Prognose starb sie am 14. Mai 2023 im Princess Margaret Cancer Centre, einem Krebstherapiezentrum ihrer Heimatstadt.

## Karriere

### Schauspielerin
Weinstein wählte bereits in jungen Jahren ihren Beruf, nachdem sie im Alter von sechs Jahren ein Theaterferienlager besuchte und die Hauptrolle in einem von den Teilnehmenden organisierten Stück übernahm. 2003 feierte sie mit einem Auftritt in der kanadischen Sitcom The Red Green Show ihr Debüt als Kinderdarstellerin. Ein Jahr darauf stand Weinstein erstmals für Filme vor der Kamera. In der schwarzen Komödie Siblings spielte sie eines von drei Geschwisterkindern, die gemeinsam mit ihrem Stiefbruder einen Mordversuch an den Eltern verüben. Sie war zudem Nebendarstellerin in der Fernsehproduktion Zeit der Sieger über einen Jungen, der mit einer verzauberten Baseballkarte durch die Zeit reist.
Der unter anderem beim Toronto International Film Festival und der Berlinale aufgeführte Kurzfilm Großes Mädchen machte Weinstein 2005 einem größeren Publikum bekannt. Er handelt von einer Neunjährigen, die den neuen Lebensgefährten ihrer Mutter zunächst völlig ablehnt, aber schließlich ein freundschaftliches Verhältnis zu ihm aufbaut. Die Torontoer Zweigstelle der Künstlergewerkschaft Alliance of Canadian Cinema, Television and Radio Artists (kurz ACTRA) zeichnete Weinstein für ihre Leistung in Großes Mädchen als bislang jüngste Schauspielerin mit dem ACTRA Award in der Kategorie Beste Darstellerin aus.
Auf dem Austin Film Festival 2007 erhielt Weinstein eine lobende Erwähnung der Jury für Ninth Street Chronicles. Sie verkörperte die Hauptfigur der Kurzfilmkomödie, die in einem zerrütteten Elternhaus lebt, bei Gleichaltrigen aufgrund ihrer unkonventionellen Persönlichkeit aneckt und sich mit zwei älteren Nachbarsjungen anfreundet. In den folgenden Jahren wurde Weinstein zumeist in Nebenrollen engagiert, beispielsweise im Drama The Stone Angel, der Musikkomödie The Rocker – Voll der (S)Hit sowie den Fernsehserien Being Erica – Alles auf Anfang, Copper – Justice is brutal und Less Than Kind. Eine Ausnahme war der Anthologiefilm Toronto Stories. Sie stellte die Protagonistin eines Segments dar, die zusammen mit einem Freund nach einem modernen Monster sucht.
2012 bekam Weinstein eine weitere Filmhauptrolle. In der Komödie Jesus Henry Christ spielte sie eine Jugendliche, die ein angespanntes Verhältnis zu ihrem Vater hat, nachdem er ein Sachbuch über seine Erziehungsmethoden veröffentlicht. Ihren bekanntesten Part verkörperte sie ein Jahr darauf in Carrie. Darin wurde sie als Mobberin besetzt, deren gegen die Titelfigur gerichtete Schikane für sie tödlich endet. Anschließend war Weinstein unter anderem Hauptdarstellerin im Independent-Film Reign über zwei Schülerinnen, deren Freundschaft an einem intimen Video zu zerbrechen droht und trat weiterhin gelegentlich als Seriennebendarstellerin auf, etwa in Alias Grace und Darknet – Nur ein Klick zum Horror.

### Synchronsprecherin
Weinstein betätigte sich regelmäßig als Synchronsprecherin in Animationsserien. Ihre erste Sprechrolle hatte sie in Gerald McBoing-Boing, einer Adaption des gleichnamigen Kurzfilms. Neben Engagements als Sprecherin in einzelnen Episoden, unter anderem von Super Why!, Wishfart, Let’s Go Luna! und Die ZhuZhus, sprach Weinstein in einigen Fernsehproduktionen wiederkehrende Rollen ein. Dazu gehörten Babar und die Abenteuer von Badou, Dino Ranch, D.N. Ace und Mittens & Pants. Laut ihrem Vater setzte sie ihre Arbeit an Dino Ranch und Mittens & Pants bis wenige Wochen vor ihrem Tod fort.
Für D.N. Ace erhielt Weinstein eine ACTRA Award-Nominierung als Beste Sprecherin in einer Fernsehserie. Bei der Verleihung 2024 wurde vor der Preisvergabe in der Kategorie Beste Synchronleistung – Weibliche oder geschlechtlich nicht-konforme Stimme, in der weibliche und nichtbinäre Sprechende nominiert werden, Weinsteins Karrieren sowohl im Schauspielbereich als auch in der Synchronbranche gewürdigt.

## Filmografie (Auswahl)
- 2003: The Red Green Show (Fernsehserie, Folge 13x8)
- 2004: Siblings
- 2005: Gerald McBoing-Boing (Zeichentrickserie, Sprechrolle 4 Folgen)
- 2005: Großes Mädchen (Big Girl)

- 2007: The Stone Angel

- 2008–2010: Super Why! (Computeranimationsserie, Sprechrolle 2 Folgen)

- 2008: The Border (Fernsehserie, Folge 1x12)

- 2008: The Rocker – Voll der (S)Hit (The Rocker)
- 2008: Toronto Stories

- 2009: Being Erica – Alles auf Anfang (Being Erica, Fernsehserie, Folge 1x5)

- 2010: Less Than Kind (Fernsehserie, Folge 2x9)

- 2010–2012: Babar und die Abenteuer von Badou (Babar and the Adventures of Badou, Computeranimationsserie, Sprechrolle 26 Folgen)

- 2012: Copper – Justice is brutal (Copper, Fernsehserie, Folge 1x3)
- 2012: Jesus Henry Christ

- 2013: Carrie

- 2014: Darknet – Nur ein Klick zum Horror (Darknet, Fernsehserie, Folge 1x3)
- 2015: Reign

- 2016: Die ZhuZhus (The ZhuZhus, Zeichentrickserie, Sprechrolle 2 Folgen)

- 2017: Alias Grace (Miniserie, 3 Folgen)

- 2017: Wishfart (Zeichentrickserie, Sprechrolle 2 Folgen)
- 2019–2020: D.N. Ace (Zeichentrickserie, Sprechrolle 46 Folgen)

- 2020–2022: Let’s Go Luna! (Zeichentrickserie, Sprechrolle 2 Folgen)

- 2020: Burden of Truth (Fernsehserie, Folge 3x5)
- 2021–2023: Dino Ranch (Computeranimationsserie, Sprechrolle 6 Folgen)
- 2023: Mittens & Pants (Fernsehserie, Sprechrolle 25 Folgen)